# Murder on the Dancefloor
«Murder on the Dancefloor» (en español: «Asesinato en la pista de baile») es el segundo sencillo publicado por el álbum debut Read My Lips de la cantante inglesa de pop Sophie Ellis-Bextor. 
Fue escrita por Gregg Alexander y Sophie Ellis-Bextor, producida por Alexander y Matt Rowe para el primer álbum de Ellis-Bextor, Read My Lips. Después del lanzamiento de «Take Me Home» en agosto de 2001, Ellis-Bextor lanzó su sencillo más vendido hasta la fecha en diciembre de 2001. 
La canción llegó al número 2 en la lista de sencillos del Reino Unido y se mantuvo en el ranking durante 23 semanas. Fue todo un éxito, llegando al top 10 en diversas listas musicales en todo el mundo y la canción más reproducida en Europa en 2002, excepto en los Estados Unidos, donde la canción no se publicó como un sencillo físico y llegó solo al puesto 26 en el Hot Dance Club Songs de Billboard.
En enero de 2024, la canción tuvo un resurgimiento viral luego de su aparición en la banda sonora de la película Saltburn dirigida por Emerald Fennell. Debido a la nueva popularidad de la canción regresa a las listas de popularidad de varias partes del mundo. En el Reino Unido reingresó en los primeros 10 de su lista de sencillos igualando su pico original, la segunda posición, convirtiéndose así en su primer sencillo en ocupar los 10 primeros desde 2007. En los Estados Unidos ingresó en el Billboard Hot 100 en el número 98 el mismo mes, lo que la convierte en la primera aparición de Ellis-Bextor en esa lista, antes de alcanzar los primeros sesenta en las semanas posteriores.

## Trasfondo y lanzamiento
El sucesor del sencillo de «Take Me Home (A Girl Like Me)» fue originalmente planeado para ser «Lover», una canción del álbum de Read My Lips, que se leyó en las pegatinas de la primera edición del álbum y fue anunciada por el sello, pero por razones desconocidas el lanzamiento fue cancelado y reemplazado por «Murder on the Dancefloor» que resultó ser el mayor éxito de Sophie. 
En enero de 2019, se lanzó una versión orquestal para el compilado de grandes éxitos de Ellis-Bextor, The Song Diaries.

## Recepción
Se considera que la canción está entre las canciones favoritas de los fanáticos de Ellis-Bextor, con más de 83 millones de reproducciones en YouTube al año 2023.
En febrero de 2024 la canción apareció en el Top 50 Global de Spotify

## Vídeo musical
El videoclip fue dirigido por Sophie Muller y se sitúa en un concurso de baile en el que el ganador se llevará de premio unos zapatos dorados y mucho dinero. Desesperada por ganar, Sophie hace trampas y hace que tropiecen o les perjudica a los otros concursantes para que ella gane. Además soborna a uno de los jueces del concurso, quien decide que ella debe ganar. Sophie quedó en primer lugar y se llevó el premio.

## Versiones de otros artistas
- En 2005, el rapero sueco Papa Dee lanzó una versión reggae con letras reelaboradas bajo el título "Murder In The Dancehall", en la que participan Richie Stephens y General Degree.[9]

- El rapero británico Skepta la sampleó en la canción "Love Me Not" incluido en su álbum Ignorance Is Bliss de 2019.[10]

- En 2021, la DJ y productora escocesa Hannah Laing lanzó su versión a través de la discográfica Spinnin' Deep.[11]

- En diciembre de 2021, Benjamin Barth lanzó su versión tech house para la discográfica Hot Fuss.[12]

- Los DJs y productores húngaros Crazibiza y Realcyclers lanzaron en febrero de 2024 su versión house.[13]

## Listado de pistas

### Lanzamiento original
| Reino Unido — Sencillo en CD |                                                   |          |  |
| N.º                          | Título                                            | Duración |  |
| 1.                           | «Murder on the Dancefloor»                        | 3:49     |  |
| 2.                           | «Never Let Me Down»                               | 3:43     |  |
| 3.                           | «Murder on the Dancefloor» (Parky & Birchy Remix) | 7:24     |  |
| 4.                           | «Murder on the Dancefloor» (vídeo)                | 3:52     |  |

| Reino Unido — Sencillo en casete |                                                      |          |  |
| N.º                              | Título                                               | Duración |  |
| 1.                               | «Murder on the Dancefloor»                           | 3:37     |  |
| 2.                               | «Murder on the Dancefloor» (Jewels & Stone Mix Edit) | 4:52     |  |

| Alemania — Maxisencillo |                                                             |          |  |
| N.º                     | Título                                                      | Duración |  |
| 1.                      | «Murder on the Dancefloor» (radio edit)                     | 3:37     |  |
| 2.                      | «Murder on the Dancefloor» (Extended album version)         | 5:32     |  |
| 3.                      | «Murder on the Dancefloor» (Jewels & Stone Mix Edit)        | 4:50     |  |
| 4.                      | «Murder on the Dancefloor» (G-Club Vocal Mix Edit)          | 5:10     |  |
| 5.                      | «Murder on the Dancefloor» (Phunk Investigation Vocal Edit) | 5:07     |  |
| 6.                      | «Murder on the Dancefloor» (Parky & Birchy Remix)           | 7:22     |  |
| 7.                      | «Murder on the Dancefloor» (Twin Murder Club Mix)           | 7:11     |  |

| Francia — Maxisencillo |                                                                        |          |  |
| N.º                    | Título                                                                 | Duración |  |
| 1.                     | «Murder on the Dancefloor» (Versión del álbum)                         | 3:57     |  |
| 2.                     | «Murder on the Dancefloor» (French & Fresh Club Remix By RLS & Jeepee) | 6:20     |  |
| 3.                     | «Murder on the Dancefloor» (Phunk Investigation Vocal Edit)            | :09      |  |
| 4.                     | «Murder on the Dancefloor» (Energized Mix By Guéna LG)                 | 5:32     |  |
| 5.                     | «Murder on the Dancefloor» (G-Club Vocal Mix Edit)                     | 5:11     |  |

| Brasil — CD maxi-single |                                                             |          |  |
| N.º                     | Título                                                      | Duración |  |
| 1.                      | «Murder on the Dancefloor» (Versión del álbum)              | 3:48     |  |
| 2.                      | «Murder on the Dancefloor» (Extended album version)         | 5:30     |  |
| 3.                      | «Murder on the Dancefloor» (G-Club Vocal Mix Edit)          | 5:08     |  |
| 4.                      | «Murder on the Dancefloor» (G-Club Vocal Mix)               | 8:05     |  |
| 5.                      | «Murder on the Dancefloor» (G-Club Dub Mix)                 | 6:36     |  |
| 6.                      | «Murder on the Dancefloor» (Jewels & Stone Mix Edit)        | 4:51     |  |
| 7.                      | «Murder on the Dancefloor» (Jewels & Stone Remix)           | 5:39     |  |
| 8.                      | «Murder on the Dancefloor» (Phunk Investigation Vocal Edit) | 5:07     |  |
| 9.                      | «Murder on the Dancefloor» (Phunk Investigation Vocal Mix)  | 8:30     |  |
| 10.                     | «Murder on the Dancefloor» (Parky & Birchy Remix)           | 7:23     |  |
| 11.                     | «Murder on the Dancefloor» (Twin Murder Club Mix)           | 7:07     |  |
| 12.                     | «Murder on the Dancefloor» (Danny D Remix)                  | 7:56     |  |

### Relanzamiento del 2024
| Edición mundial — Descarga digital (Edits) |                                                     |          |  |
| N.º                                        | Título                                              | Duración |  |
| 1.                                         | «Murder on the Dancefloor»                          | 3:51     |  |
| 2.                                         | «Murder on the Dancefloor» (Radio Edit)             | 3:38     |  |
| 3.                                         | «Murder on the Dancefloor» (Extended Album Version) | 5:33     |  |
| 4.                                         | «Murder on the Dancefloor» (Sped Up Version)        | 3:13     |  |
| 5.                                         | «Murder on the Dancefloor» (Slowed Down Version)    | 4:17     |  |
| 6.                                         | «Murder on the Dancefloor» (Versión a cappella)     | 3:44     |  |
| 7.                                         | «Murder on the Dancefloor» (Versión instrumental)   | 3:48     |  |

| Edición mundial — Descarga digital (Wilson & Smokin' Jack Hill)) |                                                                         |          |  |
| N.º                                                              | Título                                                                  | Duración |  |
| 1.                                                               | «Murder on the Dancefloor» (Wilson & Smokin' Jack Hill Reboot Extended) | 3:41     |  |
| 2.                                                               | «Murder on the Dancefloor» (Wilson & Smokin' Jack Hill Reboot Edit)     | 2:28     |  |

| Edición mundial — Descarga digital (PNAU Remix) |                                         |          |  |
| N.º                                             | Título                                  | Duración |  |
| 1.                                              | «Murder on the Dancefloor» (PNAU Remix) | 4:20     |  |

| Edición mundial — Descarga digital (David Guetta Remixes) |                                                          |          |  |
| N.º                                                       | Título                                                   | Duración |  |
| 1.                                                        | «Murder on the Dancefloor» (David Guetta Remix)          | 2:54     |  |
| 2.                                                        | «Murder on the Dancefloor» (David Guetta Extended Remix) | 3:58     |  |

## Listas de éxitos y certificaciones
La canción es el mayor éxito de Ellis-Bextor hasta ahora a nivel internacional. Fue un éxito en Australia, alcanzando el número 3, permaneciendo en el top cincuenta durante veinte semanas, siendo acreditado como Disco de platino por ARIA y convirtiéndose en el undécimo sencillo más vendido en 2002.
| Listas (2001–2003)                     | Posición más alta |
| -------------------------------------- | ----------------- |
| Alemania (Offizielle Deutsche Charts)  | 11                |
| Australia (ARIA)                       | 3                 |
| Austria (Ö3 Austria Top 40)            | 10                |
| Bélgica (Flandes) (Ultratop 50)        | 18                |
| Bélgica (Valonia) (Ultratop 50)        | 7                 |
| Brasil (ABPD)                          | 2                 |
| Canadá (Canadian Singles Chart)        | 5                 |
| Dinamarca (Tracklisten)                | 3                 |
| Escocia (Scottish Singles Sales Chart) | 2                 |
| Estados Unidos (Hot Dance Club Songs)  | 26                |
| Estados Unidos (Dance Singles Sales)   | 9                 |
| Eurochart Hot 100                      | 12                |
| Finlandia (OFC)                        | 15                |
| Francia (SNEP)                         | 5                 |
| Grecia (IFPI)                          | 34                |
| Hungría (Single Top 40)                | 16                |
| Irlanda (IRMA)                         | 2                 |
| Italia (FIMI)                          | 5                 |
| Noruega (VG-lista)                     | 2                 |
| Nueva Zelanda (Recorded Music NZ)      | 2                 |
| Países Bajos (Dutch Top 40)            | 4                 |
| Polonia (ZPAV)                         | 3                 |
| Reino Unido (UK Singles Chart)         | 2                 |
| República Checa (IFPI)                 | 21                |
| Rumania (Romanian Top 100)             | 26                |
| Suecia (Sverigetopplistan)             | 8                 |
| Suiza (Schweizer Hitparade)            | 7                 |

| Lista (2024)                                | Mejor posición |
| ------------------------------------------- | -------------- |
| Alemania (Offizielle Deutsche Charts)       | 19             |
| Australia (ARIA)                            | 7              |
| Austria (Ö3 Austria Top 40)                 | 8              |
| Bélgica (Flandes) (Ultratop 50)             | 32             |
| Bélgica (Valonia) (Ultratop 50)             | 38             |
| Canadá (Canadian Hot 100)                   | 21             |
| Dinamarca (Tracklisten)                     | 17             |
| Eslovaquia (Singles Digitál Top 100)        | 45             |
| Estados Unidos (Billboard Hot 100)          | 51             |
| Estados Unidos (Hot Dance/Electronic Songs) | 3              |
| Estados Unidos (Adult Top 40)               | 17             |
| Estados Unidos (Mainstream Top 40)          | 17             |
| Francia (SNEP)                              | 29             |
| Global 200 (Billboard)                      | 10             |
| Irlanda (IRMA)                              | 2              |
| Italia (FIMI)                               | 38             |
| Noruega (VG-lista)                          | 8              |
| Nueva Zelanda (Recorded Music NZ)           | 7              |
| Países Bajos (Dutch Top 40)                 | 24             |
| Países Bajos (Mega Single Top 100)          | 7              |
| Polonia (Polish Airplay Top 100)            | 24             |
| Portugal (AFP)                              | 43             |
| Reino Unido (UK Singles Chart)              | 2              |
| Reino Unido (UK Dance Chart)                | 1              |
| República Checa (Singles Digitál Top 100)   | 36             |
| Suecia (Sverigetopplistan)                  | 24             |
| Suiza (Schweizer Hitparade)                 | 12             |

| País        | Lista (2001)            | Posición |
| ----------- | ----------------------- | -------- |
| Irlanda     | IRMA                    | 62       |
| Reino Unido | Official Charts Company | 60       |

| País          | Lista (2002)            | Posición |
| ------------- | ----------------------- | -------- |
| Alemania      | Official German Charts  | 69       |
| Australia     | ARIA Singles Chart      | 12       |
| Australia     | ARIA Dance Singles      | 3        |
| Bélgica       | Ultratop flamenca       | 72       |
| Bélgica       | Ultratop valona         | 38       |
| Canadá        | Nielsen SoundScan       | 57       |
| Europa        | Eurochart Hot 100       | 18       |
| Francia       | SNEP                    | 28       |
| Irlanda       | IRMA                    | 43       |
| Nueva Zelanda | Recorded Music NZ       | 23       |
| Países Bajos  | Nederlandse Top 40      | 21       |
| Reino Unido   | Official Charts Company | 87       |
| Suecia        | Sverigetopplistan       | 57       |
| Suiza         | Schweizer Hitparade     | 34       |

### Certificaciones
| Territorio     | Organismo certificador | Certificación | Ventas certificadas | Ref.   |
| -------------- | ---------------------- | ------------- | ------------------- | ------ |
| Australia      | ARIA                   | Platino       | 70 000              | [ 24 ] |
| Bélgica        | BEA                    | Oro           | 20 000              | [ 86 ] |
| Canadá         | Music Canada           | Oro           | 40 000              | [ 87 ] |
| Dinamarca      | IFPI — Dinamarca       | Oro           | 45 000              | [ 88 ] |
| Estados Unidos | RIIA                   | Oro           | 500 000             | [ 89 ] |
| Francia        | SNEP                   | Oro           | 75 000              | [ 90 ] |
| Italia         | FIMI                   | Oro           | 50 000              | [ 91 ] |
| Nueva Zelanda  | RMNZ                   | Platino       | 30 000              | [ 62 ] |
| Reino Unido    | BPI                    | Platino       | 600 000             | [ 92 ] |